# Operacja Sonnenwende
Unternehmen Sonnenwende (z niem. Operacja Przesilenie dnia z nocą, znana również jako Pancerna bitwa o Stargard) – jedna z ostatnich głównych niemieckich pancernych akcji na froncie wschodnim, która miała na celu zmianę sytuacji strategicznej Niemiec na froncie wschodnim.

## Cel
Celem operacji Sonnenwende było zatrzymanie wojsk marsz. Żukowa tak, aby atak na Berlin był opóźniony o kilka tygodni. Pierwotny plan operacji zakładał jednoczesne uderzenie z północy z rejonu Stargardu i z południa z rejonu Głogowa i Gubina, jednak ze względu na trudności logistyczne, sytuację na innych odcinkach frontu oraz upór Hitlera, który nie pozwolił na ewakuację wojsk z Kurlandii ostatecznie zdecydowano się przeprowadzić uderzenie jedynie z północy. Celami operacji były także: zadanie maksymalnych strat nieprzyjacielowi, odblokowanie zgrupowania niemieckiego w okolicach Choszczna i odblokowanie Kostrzyna.
Mocno rozciągnięte skrzydło 1 Frontu Białoruskiego dawało szansę wbicia klina z północy od strony Stargardu i od południowego wschodu. W ten sposób od zaopatrzenia odcięte zostałyby atakujące siły wojsk radzieckich. Plan przewidywał natarcie z rejonu Stargardu w kierunku Kostrzyna i Gorzowa Wielkopolskiego oraz dalej na spotkanie ofensywy, która miała nastąpić od południa.

## Przygotowania
Na dowódcę operacji Hitler planował Himmlera, ale po zdecydowanym sprzeciwie Guderiana wobec tej kandydatury, na dowodzącego wyznaczono generała Wencka, który wracając z Berlina po konferencji z Hitlerem na stanowisko dowodzenia 17 lutego, pod miejscowością Altlandsberg uległ poważnemu wypadkowi samochodowemu, zasypiając za kierownicą i uderzając w balustradę mostu. Ciężko rannego zastąpił gen. Hans Krebs.
Na początku lutego zaczęto koncentrować wojska niemieckie, składające się m.in. z wojska III Korpusu Pancernego SS, które przegrupowano z Kurlandii, ochotników z Finlandii, Holandii, Danii: 11 DGPanc SS „Nordland”, 23 DGPanc SS „Nederland” i 27 DGPanc SS „Langemarck”, a spod Baden-Baden transportem kolejowym przybyła 10 Dywizja Pancerna SS „Frundsberg”.

## Przebieg
Ofensywa rozpoczęła się 15 lutego 1945 roku z rejonu Suchania w kierunku południowym na Choszczno. Nacierającym wojskom udało się połączyć z oddziałami pod Choszcznem i utworzyć do nich wąski korytarz. Następnego dnia ruszyło główne uderzenie, z linii pomiędzy Stargardem a jeziorem Miedwie. Pomimo osiągnięcia pewnych sukcesów terenowych i zniszczenia wielu czołgów radzieckich, natarcie miało dość słabe tempo. 17 lutego generał Wenck uległ wypadkowi samochodowemu, co wyłączyło go z dowodzenia. Wieczorem tego samego dnia rozpoczęły się kontrataki oddziałów radzieckiej 3. Armii Uderzeniowej i natarcie niemieckie zostało praktycznie powstrzymane. Następnego dnia Niemcy oficjalnie wstrzymali dalsze działania zaczepne.
10 Dywizja Pancerna SS została włączona do XXXIX Korpusu Pancernego. Działania zaczepne 10. Dywizji Pancernej SS napotkały na silną obronę wojsk sowieckich. Następnego dnia dywizja nacierała w kierunku Morzycy (niem. Blumberg), obchodząc pozycje wojsk sowieckich. Dalej atak 2 batalionu 10 Pułku Pancernego SS i 22 Pułku Grenadierów Pancernych SS był skierowany na południowy zachód do Żalęcina i Moskorzyna. Na przedmieściach tego miasta dowódca 7 kompanii X Korpusu SS – Ostuf. Franz Riedel zniszczył 13 nieprzyjacielskich czołgów. 1 batalion 10 Korpusu Pancernego SS nacierał bardziej na południe w kierunku Lubiatowa. Tam wspierał natarcie 4 Dywizji Policyjnej Waffen SS. 23 lutego dywizja przeszła do odwodu i wycofana została do Stargardu.

## Rezultat
Operacja zakończyła się porażką niemiecką. Za cenę dużych strat własnych, udało się jedynie przesunąć linię frontu o 18-20 kilometrów, odbić Banie oraz Pyrzyce i wycofać część sił z kotła pod Choszcznem. Długofalowym efektem ofensywy było utwierdzenie marszałka Żukowa w przekonaniu, że przed zdobyciem Berlina, konieczne jest zabezpieczenie swojej prawej flanki poprzez oczyszczenie z Niemców Pomorza Zachodniego. Wynikiem tego było rozbicie Grupy Armii „Wisła” w realizowanej II fazie operacji pomorskiej.

## Zestawienie sił

### Wehrmacht
Do operacji wydzielono ponad 1200 czołgów, ale w ciągu trzech dni walki paliwo i amunicja uległy wyczerpaniu.
- 11. Armia (generał Felix Steiner):
  - XXXIX Korpus Pancerny (Generalleutnant Karl Decker)
  - III Korpus Pancerny SS (Generalleutnant Martin Unrein)
  - X Korpus SS (Generalleutnant Günther Krappe)

### Armia Czerwona
- Elementy 1 Frontu Białoruskiego[a]
  - 47 Armia
  - 61 Armia
  - 70 Armia
  - 3 Armia Uderzeniowa
  - 1 Gwardyjska Armia Pancerna
  - 2 Gwardyjska Armia Pancerna